# هت یای
هت یای (به لاتین: Hat Yai) یک منطقهٔ مسکونی در تایلند است که در نزدیکی مرز مالزی واقع شده‌است. هت یای ۲۱٫۰۰ کیلومتر مربع مساحت و ۱۵۸٬۲۱۸ نفر جمعیت دارد.